# USS Murray (DD-97)
USS Murray (DD-97) là một tàu khu trục thuộc lớp Wickes của Hải quân Hoa Kỳ trong giai đoạn Chiến tranh Thế giới thứ nhất. Nó là chiếc tàu chiến thứ hai của Hải quân Hoa Kỳ được đặt tên theo Chuẩn đô đốc Alexander Murray (1816–1884).

## Thiết kế và chế tạo
Murray được đặt lườn vào ngày 22 tháng 12 năm 1917 tại xưởng tàu Fore River của hãng Bethlehem Shipbuilding Corporation ở Quincy, Massachusetts. Nó được hạ thủy vào ngày 8 tháng 6 năm 1918, được đỡ đầu bởi Cô Alice S. Guthrie, và được đưa ra hoạt động tại Boston vào ngày 21 tháng 8 năm 1918 dưới quyền chỉ huy của Hạm trưởng, Thiếu tá Hải quân R. G. Walling.

## Lịch sử hoạt động
Trong quãng đời hoạt động vỏn vẹn bốn năm dọc theo bờ Đông Hoa Kỳ và tại vùng biển Caribe cùng Hạm đội Đại Tây Dương, Murray đã giúp vảo việc phát triển chiến thuật chống tàu ngầm và kỹ thuật thủy lôi. Nó được xếp lớp lại như một tàu rải mìn với ký hiệu lườn DM-2 vào ngày 17 tháng 7 năm 1920, và nhận được những cải biến cần thiết cho vai trò mới. Nó được cho xuất biên chế tại Philadelphia vào ngày 1 tháng 7 năm 1922, và bị bỏ không tại đây cho đến khi được rút khỏi danh sách Đăng bạ Hải quân vào ngày 7 tháng 1 năm 1936. Murray bị bán cho hãng Schiavone-Bonomo Corporation ở New York vào ngày 29 tháng 9 năm 1936 để tháo dỡ.